# Ksty (stacja kolejowa)
Ksty (biał. Ксты, ros. Ксты) – stacja kolejowa w miejscowości Kstouka, w rejonie połockim, w obwodzie witebskim, na Białorusi. Położona jest na linii Połock – Mołodeczno.
Nazwa pochodzi od oddalonej o 1,3 km wsi Ksty.